# Източен дървесен даман
Източният дървесен даман (Dendrohyrax arboreus) е вид бозайник от семейство Procaviidae.

## Разпространение и местообитание
Разпространен е в Ангола, Бурунди, Замбия, Кения, Демократична република Конго, Малави, Мозамбик, Руанда, Танзания, Уганда и Южна Африка.